# Al-Mu'tasim
al-Muʿtaṣim bi-llāh Abū Isḥāq Muḥammad ibn Hārūn al-Rashīd (in arabo أبو إسحاق محمد بن هارون الرشيد, المعتصم بالله‎?; Baghdad, ottobre 796 – Samarra, 5 gennaio 842) fu l'ottavo califfo della dinastia abbaside.
al-Muʿtaṣim bi-llāh (المعتصم بالله‎, "che è sotto la protezione di Allah"), o semplicemente al-Muʿtaṣim, fu - dopo al-Amīn e al-Maʾmūn - il terzo figlio di Hārūn al-Rashīd (avuto dalla sua schiava Mārida) ad assumere nell'833 la dignità califfale abbaside, succedendo a suo fratello al-Maʾmūn.

## Storia
Già sotto il califfato di al-Maʾmūn, al-Muʿtaṣim aveva ricevuto dal califfo suo fratello il permesso di arruolare soldati secondo un criterio diverso da quello fino ad allora attuato, che aveva consentito di reclutare guerrieri che condividevano appieno la "causa abbaside", in funzione anti-omayyade (tanto da essere chiamati Abnāʾ al-Dawla, ossia "Figli della Dinastia [abbaside]"), e che per lo più erano di cultura persiana (tanto da essere noti come Khurāsāniyya). Al-Muʿtaṣim in effetti pensò di arruolare persone di cultura turca (acquistati nelle regioni transoxiane e, per lo più (ma non solo) di condizione servile.
Questi soldati - chiamati ghilmân (غلمان‎, pl. ghulām), ossia "giovani, paggi, servi" - erano in maggioranza schiavi e questo rendeva ancora più affidabile il loro comportamento nei confronti del califfo-padrone che, d'altra parte, poteva disporre a suo piacimento della loro vita. Molti di loro si affermarono per le loro capacità belliche, diventando comandanti degli eserciti califfali, come fu il caso di Ashinas. Tuttavia, tra i reclutati non furono pochi quanti erano alla ricerca dell'avventura e i signori che si spostarono col loro seguito per "mettersi al servizio" del califfo, attratti dalla paga e dalla superiore qualità di vita della società di Baghdad, come fu ad esempio il caso di Afshin.

### Inizio del governo
Al-Muʿtaṣim era a Tarso quando seppe della morte del fratello maggiore al-Maʾmūn. Ricevette la bayʿa (il giuramento di fedeltà) dalle sue truppe e tornò a Baghdad all'inizio del mese di Ramadan del 218 dell'Egira.
Il dissidente Babak Khorramdin era diventato potente in Azerbaigian. Al-Muʿtaṣim inviò contro di lui un esercito che attaccò i Khurramiti ad Hamadān e riportò una completa vittoria, con l'uccisione di 60.000 nemici.

### Trasferimento della capitale a Sāmarrāʾ
L'attenta cura dedicata direttamente dal califfo all'addestramento delle sue truppe "turche" e la venerazione che queste nutrivano per il loro padrone e comandante, che divideva con loro le fatiche degli impegni bellici, generò rapidamente non pochi problemi con la Khurāsāniyya e gli abitanti della capitale califfale.
I ghilmān del califfo avevano, coi loro modi arroganti, ingelosito e incollerito le tradizionali truppe regolari califfali, composte per lo più da persiani e da arabi. L'esuberanza e talvolta la prepotenza dei ghilmān armeni e turchi avevano inoltre provocato grande malumore e persino alcuni sommovimenti nella popolazione di Baghdad (836). Fu a seguito di questi eventi che al-Muʿtaṣim decise di trasferire la capitale a Sāmarrāʾ, una città a 125 km a nord di Baghdad. Essa fu creata praticamente dal nulla e concepita come una capitale amministrativa e come sede della corte califfale, senza il necessario corollario della popolazione non addetta al funzionamento della capitale. Esperienza pionieristica rispetto alla nascita nel X secolo in al-Andalus di Madīnat al-Zahrāʾ e di al-Madīnat al-Zāhira, e rispetto alle analoghe scelte che saranno fatte anche in Europa, ma non prima di 700 anni, con la costruzione nel XVI secolo francese di Versailles da parte di Luigi XIV.
I califfi torneranno a Baghdad, ma solo nell'892, sotto il regno di al-Muʿtamid.
La città di Sāmarrāʾ sorse sul luogo dove esisteva l'antica città di Sur-marrati, fondata dal sovrano assiro Sennacherib nel 690 a.C., e che poi era stata abitata fino in età sasanide, prima di cadere però in rovina. Al-Muʿtaṣim decise di ricostruire tale città, che fu chiamata inizialmente "Surra man raʾ" ("Chi la vede ne è deliziato") e che, secondo Yāqūt fu poi abbreviato nel toponimo attuale.
Hārūn al-Rashīd aveva già cullato l'idea di abbandonare Baghdad, la cui aria non gli si confaceva. D'altra parte la iattanza delle nuove truppe (efficientissime in battaglia ma indisciplinate quando erano accasermate) rendeva improrogabile la soluzione del problema dei pessimi rapporti insorti tra popolazione di Baghdad e il nuovo esercito califfale. Col pretesto della caccia, Hārūn al-Rashīd aveva visitato varie aree per individuare il sito migliore per l'edificazione di una nuova capitale e Sāmarrāʾ gli era sembrata rispondere alle sue aspettative, tanto da farvi costruire un palazzo per sé che, però, abbandonò abbastanza presto per eleggere la sua residenza nella siriana al-Raqqa, al fine di trovarsi più vicino alla linea di confine con l'Impero bizantino, contro il quale egli aveva intenzione di sferrare attacchi che sperava fruttuosi.
Al-Muʿtaṣim decise di abbandonare Baghdad con tutta la sua corte e i suoi servi. Lasciò suo figlio come governatore di Baghdad e si spostò a Sāmarrāʾ, dimorando in una tenda fin quando non fu completata la sua reggia, il Jawsaq al-Khāqānī..
Per tale costruzione e per l'edificazione delle dimore dei suoi collaboratori e vizir, il Califfo impegnò quasi 10.000 artigiani che trasformarono un sito in rovina nella più splendida città del mondo islamico, superiore per bellezza alla stessa Baghdad che, a causa del duro assedio sopportato per circa un anno - con l'impiego massiccio da parte degli assedianti di mangani, catapulte e baliste - nel corso della guerra civile tra i fratelli al-Amin e al-Maʾmūn aveva ridotto in rovina la parte occidentale della capitale califfale.

### Campagna contro Bisanzio (837-838)

Campagna di Al-Muʿtaṣim contro Bisanzio (837-838).

Nello stesso 838 il califfo intraprese una grande campagna contro l'impero bizantino, in risposta agli attacchi subiti dai bizantini l'anno prima (saccheggio di Arsamosata). La campagna tuttavia non si limitò al consolidamento dei confini e alla presa di qualche fortezza, ma si diresse minacciosamente nei territori interni dell'Asia Minore. Il 22 luglio una parte dell'armata califfale intercettò i bizantini presso Dazmana, sconfiggendoli, dopodiché occupò Ancira. La restante parte dell'armata, guidata da Afshīn, il 22 agosto ebbe successo nell'espugnazione di Amorio, gettando il panico presso la corte del filo-arabo Teofilo e seminando sgomento nell'impero, data l'importanza delle due città (Amorio era poi la città d'origine della dinastia al potere). A testimonianza della situazione disperata in cui si trovavano i bizantini, rimane traccia di lettere inviate in Occidente in quel periodo dall'imperatore con cui si chiedeva l'aiuto di Venezia e al re franco Lotario I.

### Campagne contro Babak
Bābak Khurramdīn era uno dei capi del movimento dei Khurramiti, vissuto tra il 795 (o 798 secondo altre fonti) e gennaio 838. Il movimento della Khurramiyya (o Khurramdīniyya) era un movimento anti-arabo e anti-musulmano localizzato sul territorio azero (in parte nell'attuale Azerbaigian iraniano e in parte nell'Azerbaigian vero e proprio) che si batteva contro il califfato abbaside.
Al-Muʿtaṣim designò un generale d'origine iranica transoxiana, Afshīn Khaydar b. Kāwūs, perché stroncasse il movimento di Bâbek. Afshīn riuscì nell'impresa, non senza difficoltà e finì col catturare Bâbek, che fu giustiziato il 4 gennaio 838 a Samarra. Non per questo Afshīn si salvò dall'invidia della corte perché, di lì a poco, fu processato e mandato a morte.

### Le divisioni del califfato
I Tahiridi, che avevano ricevuto il governatorato del Khorasan all'epoca di al-Maʾmūn, continuarono a governare la ricca regione persiana e il loro potere si estese anzi sui territori della Transoxiana (Ferghana e sulle ricche città di Samarcanda e di Bukhara). Come loro vassalli agirono inizialmente i Samanidi.
In Ifriqiya gli Aghlabidi (autonomi fin dall'800 per volere di Rashīd) ampliarono il loro raggio d'azione, conquistando i primi lembi di terra siciliana nell'827.

### Morte di al-Muʿtaṣim
Al-Muʿtaṣim si era fatto praticare un salasso il venerdì 21 ottobre 841. Contrasse subito una forte febbre e morì il giovedì 5 gennaio 842, malgrado la sua forte fibra e il suo atletico fisico.
Gli succedette al trono il figlio al-Wathiq.

### Al-Muʿtaṣim nella letteratura
Al-Muʿtaṣim è un personaggio di fiction in uno dei racconti di Ficciones del grande autore argentino Jorge Luis Borges. A dire di Borges, il suo personaggio «ha lo stesso nome dell'ottavo califfo abbaside che vinse otto battaglie, che generò otto figli maschi e otto figlie femmine, che lasciò alla sua morte 8 mila schiavi e che aveva regnato otto anni, otto mesi e otto giorni».